# Conflitto nelle Fattorie di Sheb'a

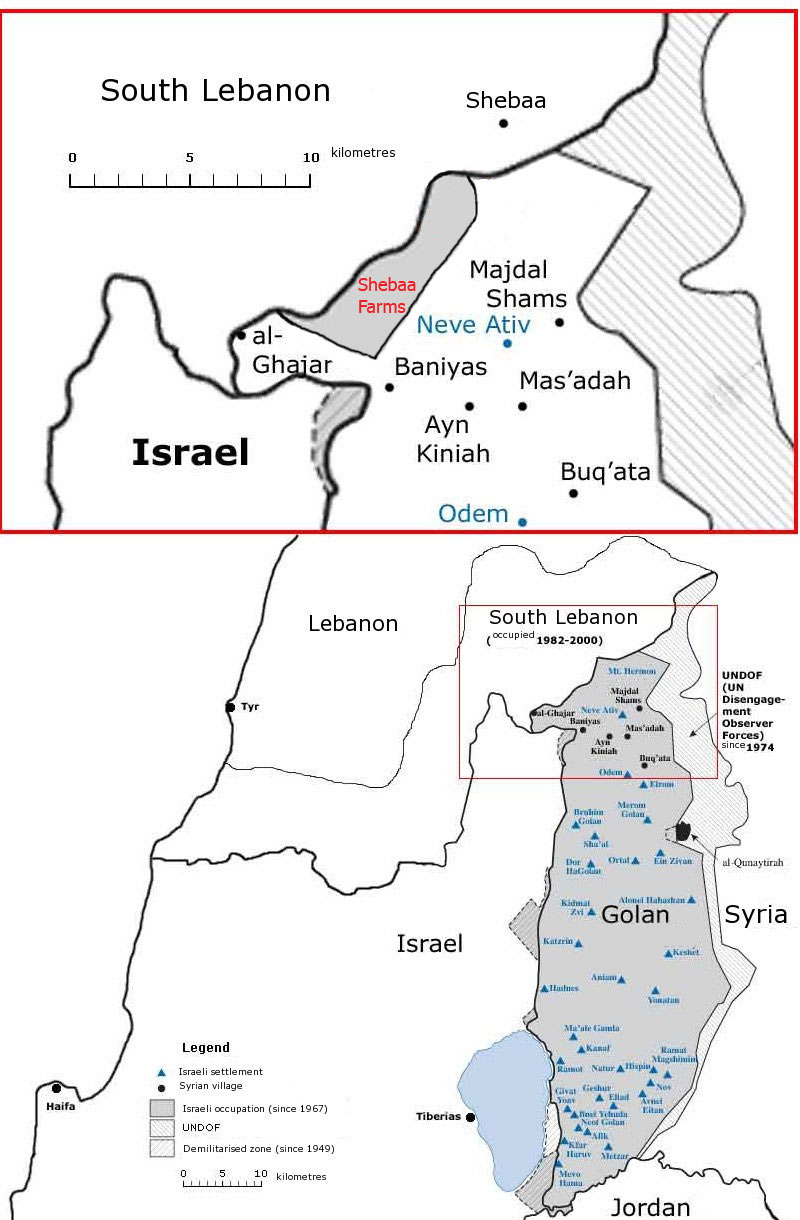
Mappa delle fattorie Shebaa

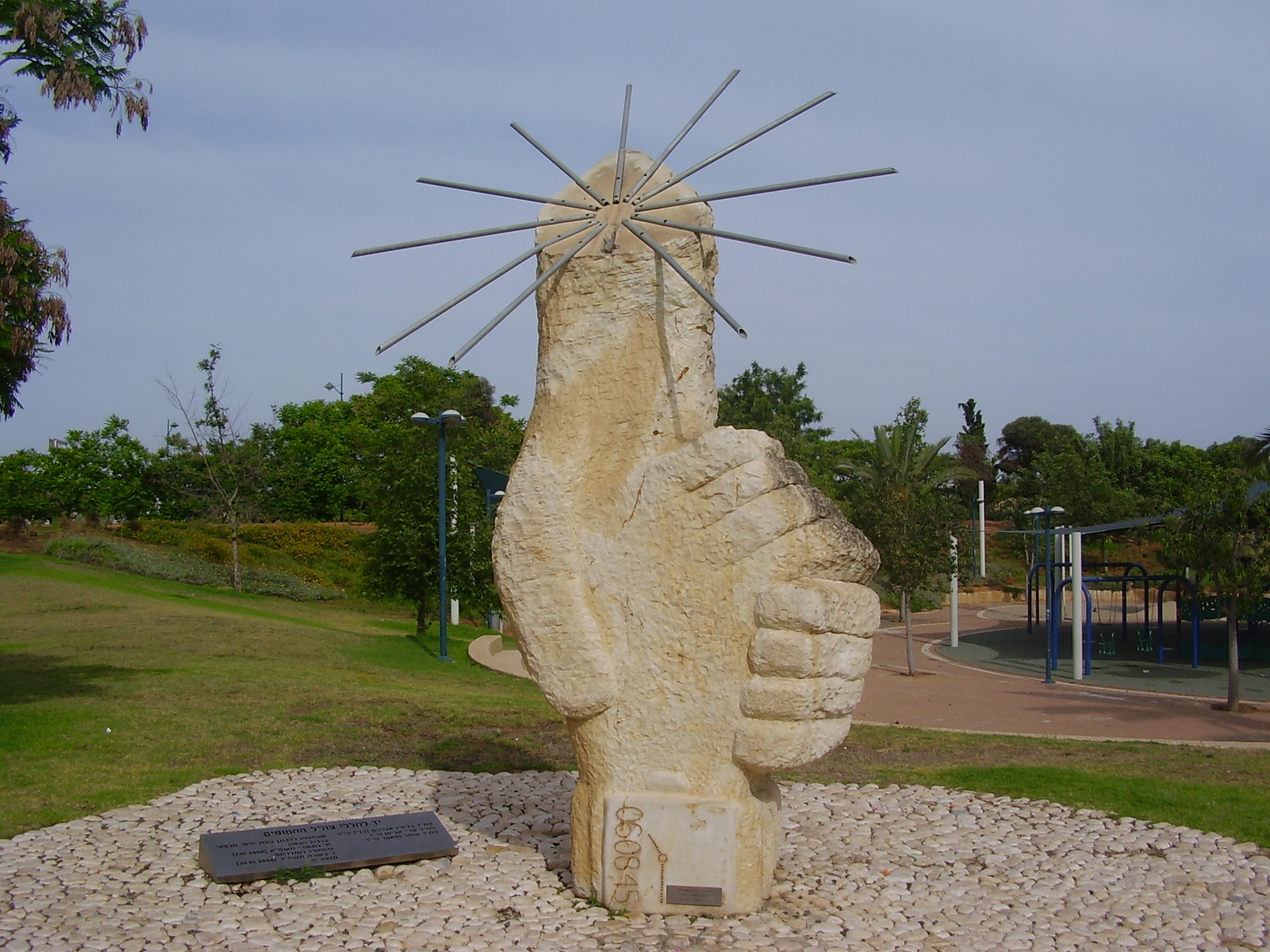
Monumento commemorativo a Petah Tiqwa in memoria dei 3 soldati dell'IDF, uccisi e rapiti da Hezbollah nell'ottobre 2000.

Il conflitto nelle Fattorie di Sheb'a del 2000-2006 è stato un conflitto di bassa intensità tra Israele e Hezbollah per il controllo delle Fattorie di Sheb'a, un territorio conteso situato al confine tra le alture di Golan e il Libano. Gli scontri iniziarono alcuni mesi dopo il ritiro israeliano dal Libano del 2000, che Hezbollah considerava incompleto a causa della presenza delle Forze di difesa israeliane nelle fattorie di Shebaa. I combattimenti culminarono nel conflitto Israele-Hezbollah del 2006.

## Cronologia degli attacchi

### 2000
- 7 ottobre – Hezbollah lancia un raid transfrontaliero. Tre soldati dell'IDF furono uccisi. Cinque persone sono rimaste successivamente ferite dal fuoco dell'artiglieria israeliana.
- 26 novembre – Una carica esplosiva viene fatta esplodere mentre una forza dell'IDF si trovava in zona. Un soldato è stato ucciso e due sono rimasti feriti.

### 2001
- 31 gennaio – Sei colpi di mortaio vengono sparati contro un avamposto israeliano vicino al confine libanese, senza causare vittime.
- 16 febbraio – Il fuoco anticarro colpisce un convoglio delle IDF. Un soldato viene ucciso e tre rimangono feriti. Israele risponde con attacchi aerei contro obiettivi nel Libano meridionale.
- 14 aprile – Un missile anticarro viene sparato contro un carro armato delle IDF, uccidendo un soldato. In risposta, gli aerei israeliani bombardano una stazione radar siriana in Libano, uccidendo un soldato siriano e ferendone altri quattro.[1]
- 29 giugno – I combattenti di Hezbollah sparano missili anticarro e colpi di mortaio contro le posizioni delle IDF, ferendo due soldati.
- 1 luglio – Aerei da guerra dell’IAF bombardano una stazione radar siriana in Libano, ferendo tre soldati siriani e un soldato libanese. Hezbollah risponde bombardando le postazioni nel nord di Israele. Gli elicotteri da combattimento dell'IAF attaccheranno poi le postazioni di Hezbollah.[2]

### 2002
- 12 marzo – Il fuoco di Hezbollah uccide sei civili israeliani, tra cui un ufficiale delle IDF fuori servizio.[3]
- 29 agosto – Un soldato delle IDF viene ucciso e due rimangono feriti nel lancio di razzi.
- Dicembre – Gli aerei israeliani effettuano numerosi attacchi aerei in tutto il Libano. Oltre a colpire strade, ponti e depositi di munizioni, bombardano anche diverse centrali elettriche in tutto il Libano, lasciando senza elettricità vaste zone di Beirut e dei suoi sobborghi, nonché le comunità nel distretto di Chouf, Baalbek e Bint Jbeil. Nel frattempo, il lancio di razzi di Hezbollah colpisce Kiryat Shmona, uccidendo due civili israeliani.[4]

### 2003
- 7 maggio – Hezbollah attacca le posizioni delle IDF nelle fattorie di Shebaa con razzi, mortai e armi leggere, uccidendo un soldato e ferendone cinque.
- 20 luglio – I cecchini di Hezbollah uccidono due soldati dell’IDF presso un posto di frontiera. Le IDF rispondono con il fuoco dei carri armati contro una posizione di Hezbollah, uccidendo un combattente del gruppo filo iraniano.
- 22 luglio – Due civili israeliani a Shlomi vengono feriti dai colpi antiaerei di Hezbollah sparati contro gli aerei da guerra dell’IAF nel Libano meridionale.
- 2 agosto – Il membro di Hezbollah Ali Hussein Saleh viene assassinato da un’autobomba a Beirut, presumibilmente dall’intelligence israeliana.[5]
- 3 agosto – I militanti di Hezbollah lanciano razzi e colpi di mortaio contro tre postazioni militari israeliane nelle fattorie di Shebaa. Israele reagisce con attacchi aerei.
- 10 agosto – Un adolescente israeliano viene ucciso e quattro civili rimangono feriti dalle schegge di un proiettile antiaereo di Hezbollah sparato nel nord di Israele.
- 6 ottobre – Un soldato dell’IDF viene ucciso dai colpi d’arma da fuoco di Hezbollah. Missili e razzi anticarro di Hezbollah vengono lanciati anche contro una postazione delle IDF nella zona di Reaches Ramim.

### 2004
- 19 gennaio – Un soldato israeliano viene ucciso e un altro gravemente ferito dopo che un missile anticarro, di Hezbollah, colpisce un bulldozer corazzato delle IDF che attraversa il Libano per bonificare un sito di esplosivi.
- 20 gennaio – Israele bombarda due basi di Hezbollah nella valle della Bekaa, causando un numero sconosciuto di vittime.[6]
- 7 maggio – Il fuoco di Hezbollah uccide un soldato israeliano e ne ferisce gravemente altri due. Successivamente, sia Israele che Hezbollah si bombardano a vicenda.[7]
- 19 luglio – Il funzionario di Hezbollah Ghaleb Awwali viene assassinato da un'autobomba, presumibilmente fatta detonare da agenti israeliani.
- 20 luglio – Il fuoco dei cecchini di Hezbollah uccide due soldati dell’IDF presso un posto di frontiera. Per rappresaglia, gli elicotteri da combattimento israeliani sparano missili contro le postazioni di Hezbollah e un carro armato israeliano apre il fuoco contro una postazione di Hezbollah vicino ad Ayta ash Shab, uccidendone un combattente. I guerriglieri di Hezbollah hanno risposto al fuoco e successivamente sono stati attaccati dagli elicotteri israeliani.[8]

### 2005
- 9 gennaio – Un attentato con bomba a lato di una strada nel nord di Israele uccide un soldato. Israele risponde con bombardamenti, durante i quali un ufficiale francese in servizio presso l'UNIFIL viene ucciso e un ufficiale svedese e un civile libanese rimangono feriti.[9][10]
- 7 aprile – Due arabi israeliani di Ghajar vengono rapiti da Hezbollah, trattenuti per quattro giorni, interrogati e rilasciati.
- Giugno – Un’unità di paracadutisti israeliani scopre tre combattenti di Hezbollah che tentano di infiltrarsi. Aprono il fuoco, uccidendo un guerrigliero.
- 29 giugno – Dopo che un soldato israeliano viene ucciso e quattro feriti dal fuoco di mortaio di Hezbollah, aerei da guerra e artiglieria israeliani lanciano attacchi contro Hezbollah nel sud del Libano.[11]
- 30 giugno – I guerriglieri di Hezbollah lanciano un attacco contro le forze israeliane nelle fattorie di Shebaa, ferendo sei soldati. Israele risponde con un attacco aereo che uccide un combattente di Hezbollah.[12]
- 21 novembre – Cinque guerriglieri di Hezbollah attraversano le alture del Golan occupate da Israele utilizzando motociclette e quad e attaccano un avamposto a Ghajar presidiato da un'unità di paracadutisti delle IDF. Tutti e cinque gli aggressori vengono uccisi. In risposta, gli aerei da guerra israeliani colpiranno obiettivi di Hezbollah nel Libano meridionale; Hezbollah risponde sparando mortai e razzi contro avamposti e villaggi israeliani, ferendo nove soldati e due civili.[13][14]
- 28 dicembre – Dopo un lancio di razzi dal Libano verso il nord di Israele, gli aerei da guerra israeliani bombardano una base della guerriglia a sud di Beirut.

### 2006
- 27 maggio – Hezbollah lancia razzi nel nord di Israele, ferendo un soldato. Israele risponde con attacchi aerei, uccidendo due combattenti di Hezbollah. L'attacco di Hezbollah potrebbe essere stato una rappresaglia per l'uccisione di Mahmoud al-Majzoub .[15]
- 12 luglio – Il raid transfrontaliero di Hezbollah del 2006 segna la fine del conflitto di Shebaa Farms del 2000-2006 e l’inizio della guerra del Libano del 2006.

## Conseguenze
In seguito alla seconda guerra israelo-libanese, la risoluzione 1701 del Consiglio di sicurezza delle Nazioni Unite ha chiesto la "delineazione dei confini internazionali del Libano, particolarmente in quelle aree in cui il confine è incerto, fra cui le fattorie di Shebaa".
Il 28 agosto 2006, i combattenti di Hezbollah si ritirarono dalle posizioni vicine all'area di Shebaa Farms.